# Arabella longicirrata
Arabella longicirrata är en ringmaskart som beskrevs av Hartmann-Schröder 1979. Arabella longicirrata ingår i släktet Arabella och familjen Oenonidae. Inga underarter finns listade i Catalogue of Life.